# 遊☆戯☆王ファイブディーズ タッグフォース4
『遊☆戯☆王ファイブディーズ タッグフォース4』（ゆうぎおうファイブディーズ タッグフォース4）は、コナミデジタルエンタテインメントから2009年9月17日に発売されたテレビアニメ『遊☆戯☆王5D's』を題材とした PlayStation Portable用対戦型カードゲーム。『遊☆戯☆王 タッグフォース』シリーズ第4作目である。

## 概要
ゲームの舞台を『遊☆戯☆王デュエルモンスターズGX』から『遊☆戯☆王5D's』に移したシリーズ第4作目である。『遊☆戯☆王5D's』のタッグフォースシリーズとしては最初の作品であるが、前作『遊☆戯☆王デュエルモンスターズGX タッグフォース3』からのナンバリングは継続されている。タイトルロゴは一新され、ストーリーモードの世界観や登場人物は『遊☆戯☆王5D's』に即したものとなっている。
収録枚数は、「STARDUST OVERDRIVE」の一部までと、『遊☆戯☆王ファイブディーズ デュエルターミナル』の最新弾、海外先行発売カードを含め約4000枚以上を収録している。ゲームオリジナルシステムとしてパートナーシンクロやダークシンクロ召喚が取り入れられ、「ダークチューナー」「ダークシンクロモンスター」の2種のオリジナルモンスター群が追加。また、ナンバリングタイトルとして継続されている通り、前作までのゲームオリジナルカードも引き続き使用可能となっている。

## ストーリー
今回のストーリーは、ネオ童実野シティの一角に住む主人公が、ネオ童実野シティの各地でカードを拾うところから始まる。キャラクターとの信頼を高めエンディングイベントをクリアすることが目的となる。物語はアニメのダークシグナー編、ルドガーとの決着までにあたる。
今作では各キャラクターごとにゲームオリジナルストーリーが確立され、ゲームストーリー要素が強化されている。前作までのオリジナルキャラクターにも詳細なキャラクター設定・性格付け・立ち絵が追加されている。クリアしても経過日数や信頼度などはリセットされないが、ストーリーモードのみのリセットはできない。ストーリーモードを最初からやり直す場合には、セーブデータ自体の初期化が必要となる。

## ゲームシステム
ノーマルデュエル
『遊☆戯☆王ファイブディーズ オフィシャルカードゲーム』のマスタールールで戦うデュエル方式。前作同様デュエル開始時に自分がデュエルするかパートナーが単独でデュエルするかを選択できる。
タッグデュエル
2人1組で戦う特殊なデュエル方式。基本的なルールはノーマルデュエルと同じ。ライフポイント・フィールド・墓地を2人で共有する。交互にプレイヤーを変更しながら戦う。今回からはパートナーの手札を見ることができなくなった。かわりに、あらかじめデッキ編集時に決めておいたカードからドローする「ディスティニードロー」かパートナーのメインフェイズ1のコントロールを得る「パートナーシンクロ」のどちらかをデュエルで1度のみ選択して発動できる。「パートナーシンクロ」を選択した場合は、パートナーの機嫌に応じて得られる手札の情報が変化する。
ダークシンクロ
アニメで登場した、通常とは異なるシンクロ召喚。DT(ダークチューナー)と名のつくモンスターとチューナー以外のモンスター1体を素材とし、ダークシンクロモンスターを召喚する。
通常と異なるのは、チューナー以外のモンスターのレベルからDTのレベルを引いたレベルのダークシンクロモンスターを召喚する、という点。そのため、DTのレベルはほとんどが5以上と高レベルである。反面、攻撃力はそろってゼロなので、キラー・トマトやリミット・リバースあたりで簡単に特殊召喚できる。また、前述のとおり高レベルなので、レベル・スティーラーが墓地にいれば問答無用でダークシンクロ可能。
通常のチューナーと違って召喚の難度が高い分、DTはすべて特殊召喚能力やシンクロ素材にしたときに発揮する強力な効果を持ち、ダークシンクロモンスターも凶悪な効果が多い。
信頼度
今作ではデュエル以外に、キャラクターとの信頼を高める3種の会話コマンドとプレゼントコマンドが追加され、コミュニケーション要素が重視されたゲームシステムとなっている。前作同様、ハートを1つためるごとにイベントが進み、4つためた後のイベント後EDを迎える。ただし、今作では同時に複数のキャラの信頼度を上げ、イベントをこなすことができるようになっている。デュエルの他に会話やアイテムをあげる事で好感度を上げることができる。信頼度以外に機嫌があり、機嫌の良し悪しで信頼度の上昇値も変わる。
引き連れているキャラクターとの相性によっても変化する。キャラクターとの信頼度、機嫌を上昇させることで、より親密な会話が行えるようになっており、逆に機嫌を悪くしてしまうと、冷たい反応を浴びせられ信頼度が高まらない。最終的にパートナーと恋仲となるエンディングが用意されており、恋愛シミュレーションとしての要素が色濃いシステムとなっている。
アイテム
前作までのドローパンに代わるプレゼントアイテム。カードショップの前に置かれた自販機で200DPを支払うことでスロットを行い入手する。今作では全キャラクターに詳細な嗜好が設定されており、プレゼントするアイテムによって大幅に機嫌と好感度を上げることもできれば、逆に著しく機嫌を損ねることにもなる。機嫌を上げることに特化したモンスターフィギュアが存在し、一部のレアフィギュアはカードショップの店員に渡すことでカードパックを割引してくれる。
デュエリスト名鑑
登場キャラクターの立ち絵のグラフィックを閲覧できる。さらに、ゲームクリアしたキャラクターには、サウンドテストが追加され、ゲーム中で使用された台詞を自由に聞くことができるようになる。前作では廃止されたキャラクターのプロフィールが復活し、メインキャラのみでなく一般キャラにもプロフィールがついた。さらにクリア特典ボイスが追加され、ゲームクリア後にキャラクターからのボイスメッセージを聞くことができる。
フォトギャラリー
前作同様ゲーム内で一度見たムービーと、エンディングイラストを自由に鑑賞できる。
カードアルバム
カードに使用されているイラストを閲覧できるコレクションモード。高解像度で閲覧することが可能で、画像を拡大したり、細部まで細かく見ることができる。ただし、閲覧できるイラストはゲーム内で該当するカードを入手しているものに限られる。
カードレンタル
『遊☆戯☆王ファイブディーズ オフィシャルカードゲーム』のカードに記されている、8桁のナンバーを入力することでそのカードを入手できるシステム。今作では前作までにあったレンタル料のペナルティーは消滅し、かわりにレンタルできる枚数に制限がかかった。レベルが上がるごとにレンタル可能枚数が増えていくが最大でも5枚までと厳しい制限になっている。
UMD認識
他のゲームのUMDを認識させる事でカードを入手するシステム。ゲームタイトルにより入手できるカードは1つ1つ違いカード購入もままならない序盤では非常に重宝する。前作までは1枚のUMDから同じカードが3枚入手できたが、今作では1枚となった。

## 登場人物

### メインキャラクター
- 不動遊星（ふどう ゆうせい）：宮下雄也
- ジャック・アトラス：星野貴紀
- 十六夜アキ（いざよい あき）：木下あゆ美
- 龍亞（るあ）：洞内愛
- 龍可（るか）：寺崎裕香
- クロウ：浅沼晋太郎
- カーリー渚（カーリー なぎさ）：チャン・リーメイ
- ミスティ・ローラ：皆川純子
- 鬼柳京介（きりゅう きょうすけ）：小野友樹
- ディマク：乃村健次
- ルドガー・ゴドウィン：武虎
- 牛尾哲（うしお てつ）：落合弘治
- ラリー・ドーソン：伊藤実華
- 狭霧深影（さぎり みかげ）：相橋愛子

### キャラクターのみの出演
- MC
- ナーヴ
- タカ
- ブリッツ
- 志崎（しざき）
- 雑賀（さいが）
- 胡桃沢（くるみざわ）
- 矢薙典膳（やなぎ てんぜん）
- レースクィーン
- レクス・ゴドウィン

### サブキャラクター
総勢66名にのぼる一般キャラクターたち。以下の声優が担当している。
内海慶子、岡部涼音、加古臨王、片岡あづさ、金田アキ、鮭延未可、土屋真由美、中川玲、中川里江、並木のり子、ふくざわるみね、福田日里、藤田麻衣、松本忍、水野理紗、横田紘一、吉岡麻耶

## 関連書籍
- 遊☆戯☆王5D's TAG FORCE 4 Complete Tag Duel（Vジャンプブックス）（2009年9月17日発行、ISBN 978-4087795202）